# Сануржан Сулеймен Нуржанович
Сануржан Нуржанович Сулейменов — казахстанский актёр кино и телевидения.

## Биография
Родился 9 апреля 1998 года в городе Алматы. Казахстан.
С трехлетнего возраста в качестве юной модели участвовал в различных фотосессиях для журналов, рекламах, был лауреатом международных детских конкурсов.
В школьные годы увлекался танцами, участвовал в пародийных выступлениях, в пятом классе совместно с учителями открыл школьный театр.
В 2009 году в возрасте 10 лет утвержден на главную роль в фильме «Аңшы бала» (фильм) (Мальчик Охотник) (Little Hunter) производства «Казахфильм», тем самым дебютировав в большом кино.
После съемок в детском семейном кино снимался в целом ряде разножанровых проектов в кино и на телевидении играя главные и второстепенные роли.
Также в 2016 году дебютировал на сцене частного театра «Жас Сахна» в спектакле «Одноклассники. Уроки жизни.» в роли поляка еврейского происхождения — Якуба Каца.
С 2015 года помимо телевизионных проектов один за другим на экраны выходят фильмы с его участием: «Рэкетир-2», «Весь мир у наших ног», «Районы», «Крылья подаренные матерью», «Шестой пост».
В 2019 году начинает активное сотрудничество с российскими режиссёрами и участвует в ряде проектов: сериал «Потерянные», фильм «Майор Гром», озвучание японского аниме «Дети Моря».
На данный момент в разработке несколько картин, запланированных на 2022 год: «Время Патриотов», «Зере», «Батыр» и турецкий сериал «Mevlana.Rumi».
За все время актёрской деятельности отработал свыше 30 проектов.
Увлечения: сценарное мастерство и режиссура, хореография, вокал, плавание, каскадерское мастерство (фехтование на мечах, сценический бой, работа с тросами), верховая езда
Деятельность: актёр театра, кино и телевидения, телеведущий, в прошлом модель.
Опыт работы в театре: Театральный сезон в частном театре «Жас Сахна» в спектакле «Одноклассники. Уроки жизни», с 2016 г. до 2017 г.

## Фильмография

### Кино
- Фильм «Патриотар Уақыты[1]» (Режиссёр: Серикбол Утепбергенов) 2022 басты роль
- Фильм «Зере[2]» (Режиссёр: Даурен Камшибаев) 2022 басты роль
- Фильм «Шестой пост[3][4]» (Режиссёр: Серикбол Утепбергенов) 2018 г. басты роль
- Фильм «Жеңiмпаз»(Режиссёр: Бақыт Каирбеков) 2019 г. басты роль (жастық шақ)
- Фильм «Батыр»(Режиссёр: Бауыржан Досмагамбетов) 2018 г. басты рольдердің бірі
- Фильм «Районы» (Режиссёр: Акан Сатаев) 2016 г. негізгі роль.
- Фильм «Аншы бала» (Режиссёр: Ерлан Нурмухамбетов) 2012 г. басты роль
- Фильм «Крылья подаренные матерью[5]» (Режиссёр: Кажымукан Калимбетов) 2017 — басты
- Фильм «Финансист»(в разработке) (Режиссёр: Елена Лисасина) 2018 г. негізгі роль
- Фильм «Рэкетир-2[6]» (Режиссёр: Акан Сатаев) 2015 г. эпизод
- Фильм «Бизнесмены»(в разработке) (Режиссёр: Акан Сатаев) 2018 г. эпизод
- Фильм «Мын бала» (Режиссёр: Акан Сатаев) 2012 г. эпизод
- Фильм «Весь мир у наших ног» (Режиссёр: Саламат Мухамед-Али) 2015 г. эпизод
- Короткометражный фильм «Всё хорошо» 2014 г. (Режиссёр: Жанибек Таханов) басты роль
- Фильм «Майор Гром. Чумной доктор» Ресей. (Режиссёр: Олег Трофим) 2020 г. Эпизод

### Сериалы
- Сериал «Mevlana.» С/к «TRT digital» Түркия (Режиссёр: Can Ulkay), 2022 г. негізгі роль.
- Сериал «Потерянные» Т/к «НТВ» Ресей (Режиссёр: Иван Глубоков), 2021 г. негізгі роль.
- Сериал «Арман» Ю/к «Гакку» (Режиссёр: Санжар Омаров), 2019 г. басты роль.
- Сериал «Любовь. Надежда. Астана.» Т/к «Хабар» С/к «Ivi» (Режиссёр: Иван Глубоков), 2018 г. негізгі роль.
- Сериал «Қазақ Аруы» (Режиссёр: Ернар Нургалиев), 2017 г. негізгі роль
- Сериал «Өмір сынағы» (Режиссёр: Канагат Мустафин) 2013 г. негізгі роль
- Сериал «Тракторшының махаббаты» Т/к «Ел Арна» (Режиссёр: Аскар Узабаев), 2013 г. негізгі роль
- Сериал «Ұстаз» Т/к «Казахстан» (Режиссёр: Ерлан Нурмухамбетов, Ержан Рустембнков.), 2014 г. басты рольдердің бірі
- Сериал «Бапкер» Т/к «Казахстан» (Режиссёр: Мурат Бидосов), 2012 г. негізгі роль
- Сериал «Үй болу қиын» Т/к «Казахстан», (Режиссёр: Анна Драникова, Рашид Сүлейменов) 2012 г. негізгі роль
- Сериал «Құрдастар» Т/к «Казахстан» (Режиссёр: Ерлан Нурмухамбетов) негізгі роль
- Сериал «Айналайын» Т/к «Казахстан» (Режиссёр: Ахат Ибраев, Канагат Мустафин), 2011 г. негізгі роль.
- Сериал «Болашақ» Т/к «Казахстан» (Режиссёр: Серикбол Утепбергенов), 2011 г. негізгі роль
- Сериал «Алдар косе» Т/к «Ел Арна», «Хабар» (Режиссёр: Дин Мухаметдинов), 2011 г. 1-2 бөлімдерде басты роль.

### Дубляж
- Анимациялық Фильм «Дети Моря» Жапония (Режиссёр: Аюму Ватанабе), 2020 г. бір-неше роль.
- Фильм «Каникулы OffLine» (Режиссёр: Руслан Акун), 2019 г. Басты роль.
- Фильм «Каникулы OffLine 2» (Режиссёр: Руслан Акун), 2020 г. Басты роль.
- Документалды Фильм «Сохраняя спокойствие» (Режиссёр: Акмарал Баталова), 2018 г. бір-неше роль.

### Программы
- Программа «Бауырсак» Т/к «Балапан», 2011 ведущий
- Программа «Страна знаний» Т/к «Билим», 2011 ведущий